# Елия Ариадна
Елия Ариадна (на латински: Aelia Ariadne) e императрица на Зенон и Анастасий I на Византийска империя.

## Биография
Ариадна е дъщеря на Лъв I Тракиеца и Верина, която е сестра на Флавий Василиск. Има по-малка сестра Леонция. Леонция е сгодена с Флавий Патриций, син на Аспар. Леонция се омъжва за Маркиан, син на Антемий. Ариадна има и малък брат, роден през 463 г., който умира пет месеца след раждането му.
Ариадна се омъжва през 467 г. за император Зенон и е провъзгласена за Августа. През август/септенври 467 г. те имат син Лъв II, който умира едва на седем години на 17 ноември 474.
Тя се омъжва на 20 май 491 г. за Анастасий I.
Ариадна умира в Константинопол през 515 г. и е погребана в Свети Апостоли в Константинопол.